# Принцът на Уелс (филм, 1892)
„Принцът на Уелс“ (на френски: Le prince de Galles) е френски документален късометражен ням филм от 1902  година, заснет от един от основоположниците на съвременната кинематография Луи Люмиер. Известно е, че на кинолентата е заснет Едуард VII, тогава принц на Уелс и бъдещ крал на Великобритания, но кадри от филма не са достигнали до наши дни и той се смята за изгубен.